# Tamarro
Un tamarro és una bèstia imaginària molt difosa en les llegendes i faules dels Pallars i la Vall d'Aran, així com de les comarques més properes, i a Andorra i Occitània. Segons la llegenda, era una bèstia esmunyedissa, que habitava les valls pirinenques i romania oculta, de manera que era gairebé impossible de caçar-la. En altres zones geogràfiques de la península Ibèrica té l'equivalent en el gambutzí o gamusino. Equivalents al tamarro són l'animal que Lewis Carrol anomena Snark, una bèstia estranya que ningú no ha aconseguit veure mai.

## En la cultura popular
A Andorra, la cacera del tamarro era una «batuda» falsa que s'organitzava per enganyar persones forasteres ingènues a les quals deien que es tractava d'una espècie rara, de pell molt apreciada. Lluís Samper considera la broma «perversa i cruel» i descriu així la «cacera»:
| «                                                  | En la negra nit, un petit grup de persones conxorxades l’acompanyaven [al foraster ingenu] en comitiva a un prat proper i feien sonar un reclam per atraure la bèstia. Guardant un silenci sepulcral, es mantenien dempeus immòbils a l’espera de que aparegués l’animal. Mentrestant, ajupit, l’ingenu caçador parava el sac, sota un salt d’aigua inactiu. Tenien totes les llanternes apagades, per evitar espantar la bèstia, quan sortís del cau amb els cadells. El crèdul caçador ocasional, frisós, esperava impacient l’aparició de l’animal, d’un moment a l’altre. De sobte, els bromistes acompanyants obrien la comporta de la sèquia i aleshores un gat amb morrió -a voltes un gos- era arrossegat per un corrent d’aigua i fang, queia al fons del sac i el confiat protagonista, ben enfangat, rebia una bona remullada. | » |
| — Lluís Samper, Caçar el tamarro: una broma pesada | |   |

També a Andorra, el tamarro s'ha convertit en un reclam turístic per a la mainada i s'organitzen itineraris per trobar-lo. Se'l presenta com a una criatura que protegeix la natura i els boscos andorrans i que té com a enemiga declarada la brutícia, que intenta sempre destrossar l'ambient natural.
Destaca la festa del Tamarro que se celebra cada any en el poble de Cellers (Castell de Mur - Pallars Jussà) durant la seva festa major.
A la versió en català del film animat de Pixar Up (2009), quan el senyor Fredricksen vol desempallegar-se de Russell, el nen escolta l'envia a buscar un tamarro.
L'any 1991, en Tamarro va ser la mascota dels Jocs Olímpics dels Petits Estats d'Europa.
En al·lusió a aquesta criatura fantàstica, l'any 2021 es va donar el nom de Tamarro insperatus a un dinosaure carnívor que es va descriure a partir de les seves restes fòssils trobades l'any 2003 en un jaciment del Pallars Jussà.